# Kozłowiec (Mazovie)
Pour les articles homonymes, voir Kozłowiec.
Kozłowiec (prononciation : [kɔˈzwɔvjɛt͡s]) est un village polonais de la gmina de Przysucha dans le powiat de Przysucha de la voïvodie de Mazovie dans le centre-est de la Pologne.
Il se situe à environ 2 kilomètres à l'ouest de Przysucha (siège du powiat et de la gmina) et à 99 kilomètres au sud de Varsovie (capitale de la Pologne).

## Histoire
De 1975 à 1998, le village appartenait administrativement à la voïvodie de Radom.